# Alfred A. Taylor

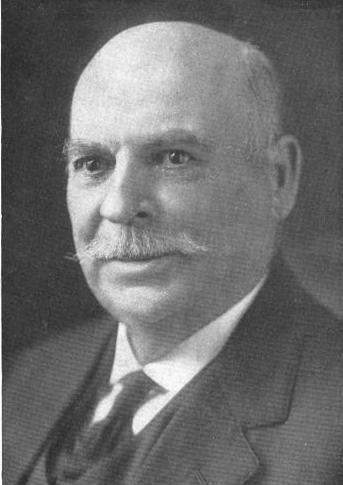
Alfred A. Taylor.

Alfred Alexander Taylor, född 6 augusti 1848 i Carter County, Tennessee, död 25 november 1931 i Johnson City, Tennessee, var en amerikansk republikansk politiker. Han var ledamot av USA:s representanthus 1889-1895 och guvernör i delstaten Tennessee 1921-1923. Han förlorade 1886 års guvernörsval i Tennessee mot sin bror Robert Love Taylor.
Taylor studerade juridik och inledde sin karriär som advokat i Tennessee. Guvernörsvalet i Tennessee 1886 blev känt bland delstatens befolkning som Rosornas krig (War of the Roses) efter händelsen i brittisk medeltida historia. Alfred A. Taylor var republikanernas kandidat, medan brodern Robert var demokraternas kandidat. Den röda rosen var symbolen för Roberts anhängare och den vita rosen för Alfreds anhängare. Alfred förlorade valet men blev två år senare invald i representanthuset. Han omvaldes två gånger.
Alfred A. Taylor förlorade republikanernas primärval inför 1910 års guvernörsval mot Ben W. Hooper. Eftersom Hooper besegrade Robert Love Taylor i själva guvernörsvalet, hade han besegrat båda bröderna Taylor under en och samma valrörelse.
72 år gammal vann Taylor slutligen sitt första guvernörsval. Året var 1920 och han fick 55,2% av rösterna. Två år senare kandiderade han till omval men förlorade mot Austin Peay.
Taylors grav finns på Monte Vista Cemetery i Johnson City, Tennessee.